# ماريلومورف
ماريلومورف أو الماريلومورفيات أو ماريليات الشكل هي مجموعة من المفصليات المنتمية للعصر الكمبري إلى الديفوني المبكر. تتميز بأنها تفتقر إلى الأجزاء الصلبة المتمعدنة، لذلك يمكن العثور عليها فقط في مناطق الحفظ الاستثنائية، مما يحد من توزيعها الأحفوري. من ناحية الشكل تبدو مثل الماريلا، التي توجد في طَفَل بورغيس. أظهرت الأبحاث الحديثة أن السكانيا Skania الغريبة الشكل، كانت تنتمي في السابق إلى هذه المجموعة. هناك طريقتين على الأقل لنسبها في التصنيف العلمي،   فإما أن تكون من أسلاف الفقيميات، وإما  قد تكون أقرب إلى الأرتبودات.